# Franciszek Gryglaszewski

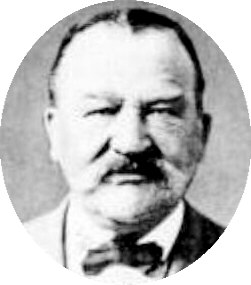
Franciszek Adolf Gryglaszewski ok. roku 1900

Franciszek Adolf Gryglaszewski, Frank Grygla (ur. 24 września 1847 w Krakowie, zm. 22 listopada 1918 w Santa Fe, Nowy Meksyk, USA) – działacz Polonii amerykańskiej.

## Życiorys

### W Polsce (1847–1870)
Był synem Jana – uczestnika powstania listopadowego, pochodzącego z zaściankowej szlachty podlaskiej, po upadku powstania osiadłego w Krakowie i trudniącego się rzemiosłem ciesielskim oraz Karoliny Słomkównej, pochodzącej z Prus Wschodnich. Nieznane są pierwsze lata jego życia w Polsce ani uzyskane wykształcenie, prócz faktu, że mieszkał w Krakowie, a potem we Lwowie, dokąd po 1863 przeniosła się rodzina.

### W Stanach Zjednoczonych (1870–1918)
Do Stanów Zjednoczonych Ameryki wyjechał w 1870. Mieszkał m.in. w Milwaukee (Wisconsin), Chicago (Illinois) i South Bend (Indiana). Od 1877 w Minneapolis (Minnesota), gdzie zakłada wraz z G. Seldenem fabrykę produkującą maszyny i urządzenia dla budownictwa i odnosi znaczny sukces finansowy. W późniejszym okresie pracuje w służbie państwowej, m.in. jako urzędnik federalny w United States Department of the Interior – General Land Office oraz pełni funkcję federalnego nadinspektora budowli rządowych na całe Stany Zjednoczone. Przez pewien czas przebywa na Alasce, gdzie pełni urząd specjalnego przedstawiciela rządu federalnego. W 1899, w jednym z raportów, podkreśla równość etnicznej ludności Alaski z białymi i zachęca Indian do edukacji. Podejmował również inicjatywy ochrony zabytków architektury indiańskiej. Używał skróconego imienia i nazwiska: Frank Grygla. Ostatnie lata życia spędził w Santa Fe, Nowy Meksyk. Zmarł w 1918, pochowany na Rosario Cemetery, sekcja V.

### Działalność w Związku Narodowym Polskim (1880–1914)
Czynnie zaangażował się w założenie Związku Narodowego Polskiego (1880) i był jednym z trzynastu „ojców założycieli” związku, biorących udział w obradach I Sejmu Związkowego (1880). Na III Sejmie (1882) zostaje wybrany zastępcą Cenzora, a na kolejnym IV (1883) powołany zostaje na najwyższy urząd kontrolny w Związku – stanowisko Cenzora. W 1884 zwołuje Sejm Nadzwyczajny, którego celem jest zażegnanie sporów pomiędzy grupami związkowymi a zarządem, zaleca również utworzenie dużej kolonii polskiej pod opieką Związku Narodowego Polskiego. Również kolejne Sejmy V-IX (1885–1890) powierzają mu urząd Cenzora. W 1888 ponawia propozycję utworzenia kolonii polskiej w stanie Dakota, jednakże projekt nie dochodzi do skutku. W 1891 rezygnuje z funkcji Cenzora, a Sejm Związkowy mianuje go, w uznaniu zasług, długoletniej pracy i osobistego finansowania Związku, honorowym jego członkiem. W kolejnych latach pozostaje członkiem zarządu – Komisarzem Związku Narodowego Polskiego i kilkukrotnie pełni funkcję Marszałka Sejmu. Około 1900, jako delegat na stan Minnesota, zakłada polską osadę-miasto w Hrabstwie Marshall (Minnesota) o nazwie Grygla, która zostaje oficjalnie zarejestrowana 7 lutego 1917. Utrzymywał kontakt z przebywającym na emigracji w Szwajcarii Zygmuntem Miłkowskim (Teodorem Tomaszem Jeżem), założycielem Ligi Polskiej oraz Prezesem Komisji Nadzorczej Skarbu Narodowego w Rapperswilu, i był inicjatorem jego zasilania składkami Polonii amerykańskiej. Był też autorem protestu do Parlamentu Berlińskiego przeciw prześladowaniom Polaków w zaborze pruskim. Przez pewien okres właściciel pisma „Wiarus”. Był współzałożycielem i pomysłodawcą nazwy tytułu pisma związkowego „Zgoda”, które w początkowym okresie subsydiował z własnych funduszy. Pismo to, jako dwutygodnik, ukazuje się do dzisiaj. Po 1914 wycofuje się z pracy w Związku.

## Rodzina
Ożeniony (1875) ze Stanisławą (ur. 24 września 1858 w Zakopanem, zm. 22 sierpnia 1936 w Santa Fe), córką Stanisława Kociemskiego, również działacza Związku Narodowego Polskiego i jego prezesa w latach 1882–1886 i 1888–1891. Z tego związku urodziły się trzy córki i dwóch synów. Bracia Franciszka – Marceli Erazm i Jan byli znanymi przedsiębiorcami budowlanymi we Lwowie.
Znaczną karierę architekta w USA osiągnął siostrzeniec Franciszka – Wiktor Cordella, syn Antoniny Florentyny Michaliny Gryglaszewskiej (zamężnej Cordella).